# Jantony Ortíz
Jantony Ortíz est un boxeur portoricain né le 21 juillet 1994.

## Carrière
Sa carrière amateur est principalement marquée par une médaille de bronze aux Jeux panaméricains de Guadalajara en 2011 dans la catégorie mi-mouches.

### Jeux olympiques
- Qualifié pour les Jeux de 2012 à Londres, Angleterre

### Jeux panaméricains
- Médaille de bronze en -49 kg en 2011 à Guadalajara, Mexique.